# سیلویا مونتی
سیلویا مونتی (به ایتالیایی: Silvia Monti) (زاده ۲۳ ژانویه ۱۹۴۶) بازیگر ایتالیایی است.
از فیلم‌های معروف او می‌توان به بازی در دزدان دریایی بالاکی و قصه‌های ممنوعه… دربارهٔ برهنگی اشاره کرد.